# Катерина (картина Шевченка)
«Катерина» — картина Тараса Григоровича Шевченка, виконана ним на тему однойменної поеми влітку 1842 року в Санкт-Петербурзі.
Про створення цієї картини Т. Г. Шевченко повідомляє в листі від 25 січня 1843 року до Г. С. Тарновського:

«…Я намалював Катерину в той час, як вона попрощалася з своїм москаликом і вертається в село, у царині під куренем дідусь сидить, ложечки собі струже і сумно дивиться на Катерину, а вона, сердешна, тіль не плаче…, а москаль дере собі, тільки курява ляга; собачка ще поганенька доганя його та нібито гавкає. По однім боці могила, на могилі вітряк, а там тільки степ мріє. Отака моя картина.»

Під  ними червоною фарбою другий авторський підпис: 1842. Т. Шевченко.
Картина зберігається в Національному музеї Тараса Шевченка (інв. № ж — 100). Попередні місця збереження: збірка Г. С. Тарновського, Музей української старовини В. В. Тарновського в Чернігові (№ 427), Чернігівський обласний історичний музей, Галерея картин Т. Г. Шевченка, (Харків), Центральний музей Т. Г. Шевченка, (Київ).
1939 року картина експонувалася на Республіканській ювілейній шевченківській виставці в Києві; 1951 року — на виставці образотворчого мистецтва Української РСР у Москві.
Голова Катерини була зображена на лицьовій стороні 100-гривневої банкноти зразка 2005 року.